# Kršanski kaštel
Kršanski kaštel ili Stari grad Kršan nalazi se u Hrvatskoj. Smješten je u Istarskoj županiji i prvi put se spominje 1274. godine kao Castrum Carsach. Iz njega se je kasnije razvio gradić Kršan koje je sjedište istoimene općine. Današnje ime Kršan dobiva u 15. stoljeću po tadašnjem vlasniku Henriku Pazinskim, koji potječe iz pazinske plemićke obitelji Kerstlein.  
U Kršanu je u 19. stoljeću pronađen povijesni i pravni dokument o pismenosti i životu Hrvata istarski razvod u tim dijelu Hrvatske. 
Danas je Kršanski kaštel napušten.

## Vanjske poveznice
- Turistička zajednica Kršan  Arhivirana inačica izvorne stranice od 30. svibnja 2009. (Wayback Machine)